# Титан (станция метро)
Титан (рум. Titan) — станция Бухарестского метрополитена. Станция расположена в районе Sector 3.
Открыта в 1981 году в составе участка «Тимпури Ной» — «Република». Название дано по рядом расположенному одноимённому парку. Станция находится на пересечении улицы Ливиу Ребряну. 
«Титан» — односводчатая мелкого заложения с одной островной платформой.